# Marcel Goc
Marcel Goc (ur. 24 sierpnia 1983 w Calw) – niemiecki hokeista, reprezentant Niemiec, trzykrotny olimpijczyk.
Jego bracia (Sascha i Nikolai) również zostali hokeistami.

## Kariera klubowa
- Schwenninger Wild Wings (1999–2002)
- Adler Mannheim (2002–2003)
- Cleveland Barons (2003–2005)
- San Jose Sharks (2004–2009)
- Nashville Predators (2009–2011)
- Florida Panthers (2011–2014)
  -  Adler Mannheim (2012-2013)
- Pittsburgh Penguins (2014-2015)
- St. Louis Blues (2015)
- Adler Mannheim (2015-2020)

Wychowanek klubu ESG Esslingen. Od lipca 2011 zawodnik Florida Panthers, związany trzyletnim kontraktem. Od września 2012 na okres lokautu w sezonie NHL (2012/2013) związany kontraktem z macierzystym klubem Adler Mannheim. Od marca 2014 zawodnik Pittsburgh Penguins. Od września 2015 ponownie zawodnik Adler Mannheim, związany pięcioletnim kontraktem. Po sezonie DEL (2019/2020) zakończył karierę.

## Kariera reprezentacyjna
Wielokrotnie uczestniczył w meczach międzynarodowych w barwach reprezentacji Niemiec. W juniorskiej reprezentacji wystąpił w 33 meczach i strzelił 10 bramek. Uczestniczył między innymi w mistrzostwach świata juniorów do lat 18 i do lat 20. Od końca stycznia 2014 zawodnik.
Uczestniczył w turniejach mistrzostw świata w 2001, 2003, 2005, 2008, 2010, 2012, 2016, Pucharu Świata 2004 oraz zimowych igrzysk olimpijskich 2006, 2010, 2018.

## Sukcesy
Reprezentacyjne
- Srebrny medal zimowych igrzysk olimpijskich: 2018

Klubowe
- Złoty medal mistrzostw Niemiec: 2019 z Adler Mannheim

Indywidualne
- Mistrzostwa Świata w Hokeju na Lodzie 2010/Elita: jeden z trzech najlepszych zawodników reprezentacji